# Antarcturus furcatus
Antarcturus furcatus là một loài chân đều trong họ Antarcturidae. Loài này được Studer miêu tả khoa học năm 1882.